# Comitatul Cypress, Alberta
Comitatul  Cypress, din provincia Alberta, Canada   este un district municipal situat sudest în Alberta. Districtul se află în Diviziunea de recensământ 1. El se întinde pe suprafața de 13,160.44 km2  și avea în anul 2011 o populație de 7,214 locuitori.
Cities Orașe
- Medicine Hat

Towns Localități urbane
- Redcliff

Villages Sate
--
Summer villages Sate de vacanță
--
Hamlets, cătune
- Desert Blume
- Dunmore
- Hilda
- Irvine
- Schuler
- Seven Persons
- Suffield
- Veinerville
- Walsh

Așezări
- Alderson[2]
- Army Experimental Range
- Bain
- Bellcott
- Bowell
- Bowmanton
- Bulls Head
- Bullshead
- Carlstadt
- Cecil
- Craigower
- Cressday
- Dennis
- Eagle Butte
- Elkwater
- Fitzgerald
- Fox
- Illingworth
- Improvement District No. 1
- Jaydot
- Lamoral
- Larmour
- Little Plume
- Macson
- McNeill
- Onefour
- Pashley
- Pivot
- Ralston
- Ronalane
- Rosebeg
- Royal
- Roytal
- Stornham
- Thelma
- Tothill
- Vale
- Wild Horse
- Wisdom
- Woolchester